# انشقاق (علوم عسكرية)

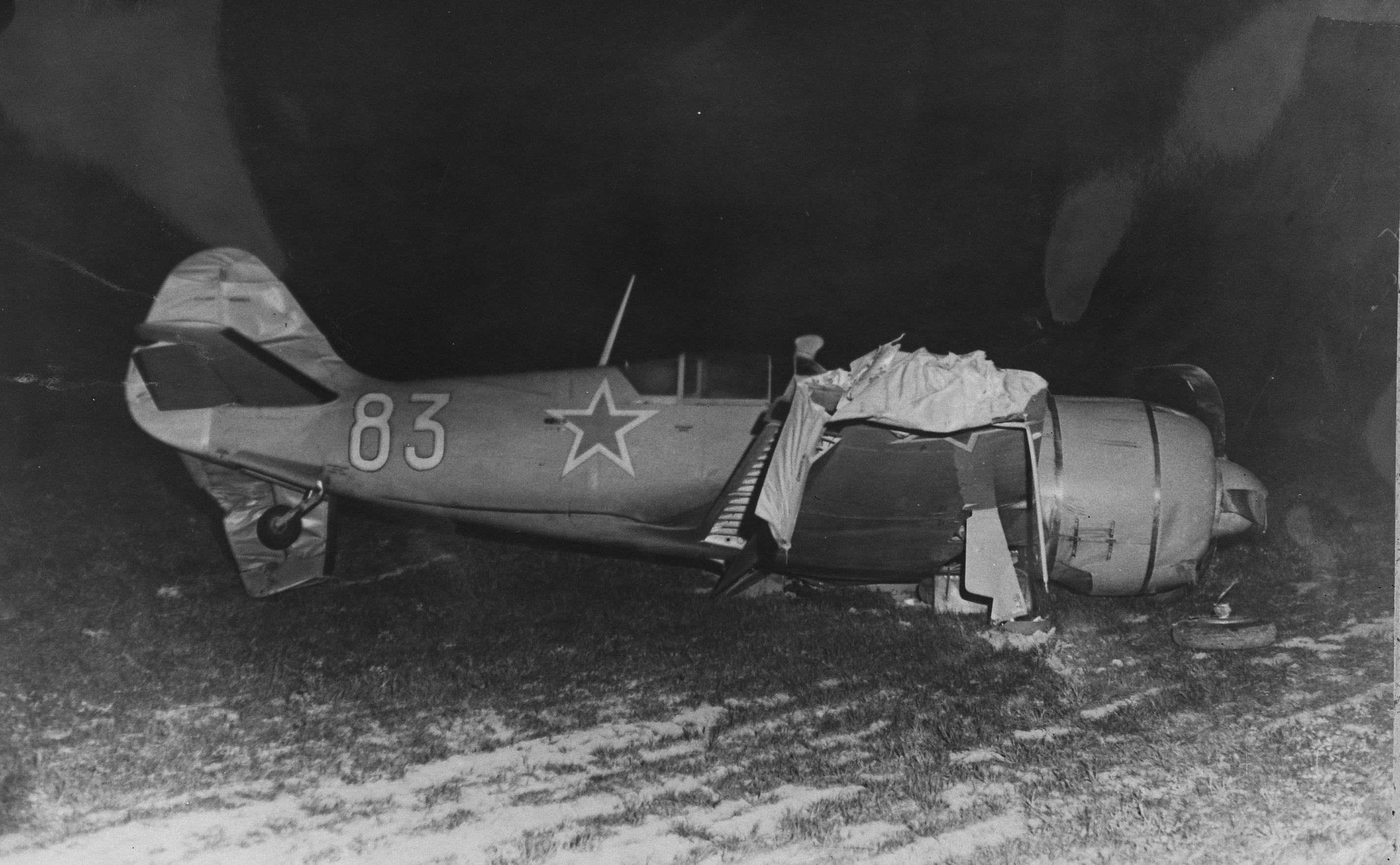
طيار سوفييتي منشق يهبط بطائرته لافوشكين إل أي 7 في السويد في مايو 1949

في السياسة، المنشق هو الشخص الذي يتخلى عن الولاء لدولة ما مقابل الولاء لأخرى، بطريقة تعتبرها الدولة الأولى غير شرعية. على نطاق أوسع، فإن المصطلح يشمل كذلك التخلي عن شخص أو سبب أو عقيدة يرتبط بها شخص ما بموجب الولاء أو الواجب.
يتم تطبيق هذا المصطلح أيضا، على أي شخص يغير ولاءه لدين أو فريق رياضي أو حزب سياسي أو فصيلة منافسة أخرى. بهذا المعنى، غالبًا ما يعتبر الشخص المنشق خائنا بالنسبة لمن انشق عنهم.

## دوليا
عادة ما يكون فعل الانشقاق الجسدي بطريقة تنتهك قوانين الأمة أو الكيان السياسي الذي يسعى الشخص إلى الانشقاق عنه. على النقيض من ذلك، مجرد تغييرات في المواطنة، أو العمل مع الميليشيات المتحالفة معها، عادة لا تنتهك أي قانون.
على سبيل المثال، في الخمسينيات من القرن الماضي، مُنع الألمان الشرقيون بشكل متزايد من السفر إلى جمهورية ألمانيا الاتحادية الغربية حيث اعتُبروا تلقائيًا مواطنين وفقًا للولاية الحصرية. تم بناء جدار برلين (1961) والتحصينات على طول الحدود الألمانية الداخلية (1952 وما بعده) من قبل جمهورية ألمانيا الديمقراطية الشيوعية بغرض فرض السيادة. عندما كان مواطنوا ألمانيا الشرقية يحاولون الفرار، كانوا يواجهون خطر الموت بالرصاص. قُتل عدة مئات من الأشخاص على طول تلك الحدود في محاولة الهروب إلى ألمانيا الغربية. كانت المعابر الرسمية موجودة بالفعل، ولكن نادرا ما تم منح الإذن بالمغادرة بشكل مؤقت أو دائم. من ناحية أخرى، تم إلغاء جنسية ألمانيا الشرقية لبعض الألمان الشرقيين "غير الملائمين"، وكان عليهم المغادرة في غضون مهلة قصيرة ضدا عن إرادتهم. آخرون، مثل المغني فولف بيرمان، مُنعوا من العودة إلى ألمانيا الشرقية.

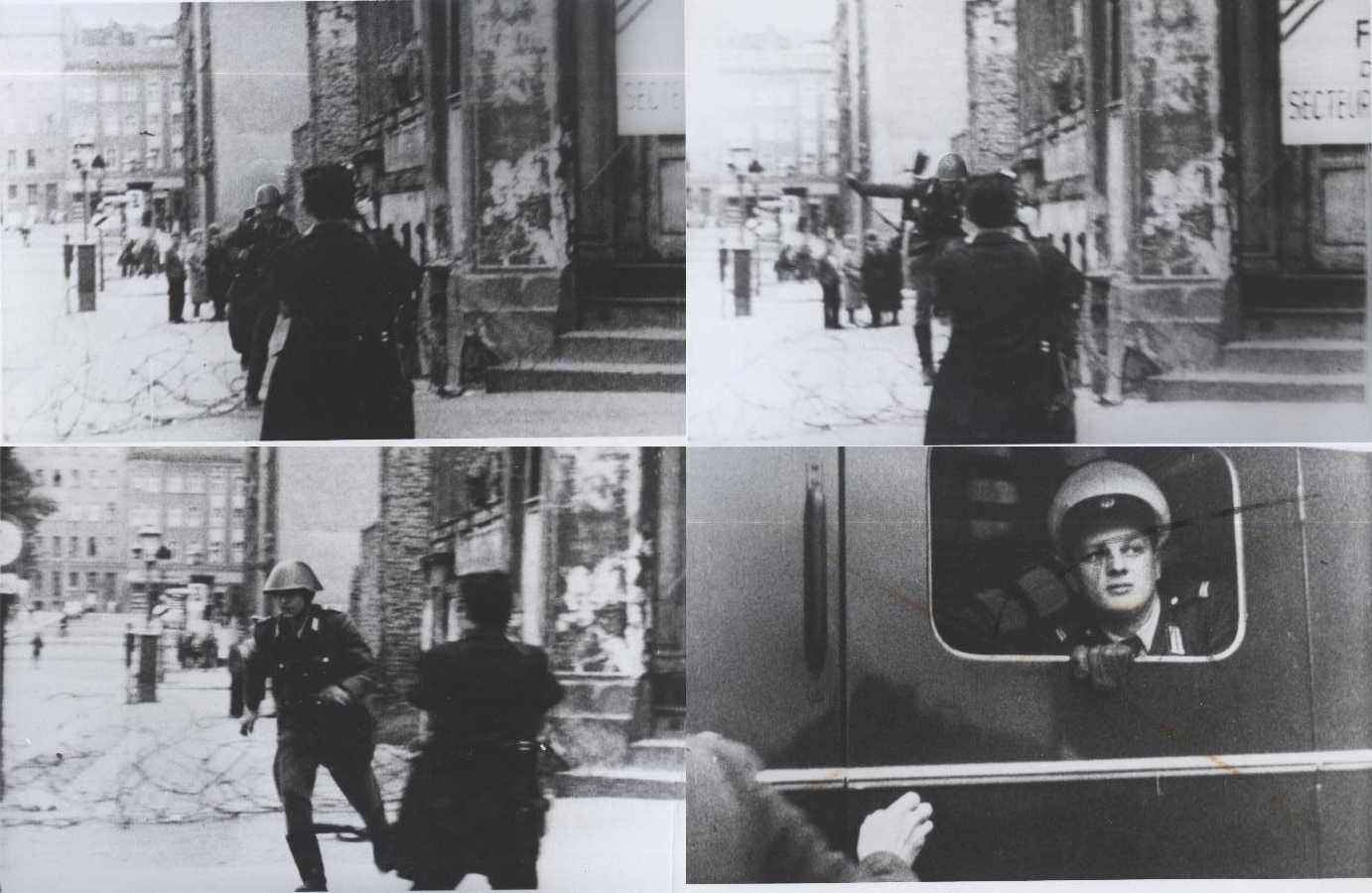
جندي تابع لحرس الحدود الألماني الشرقي يدعى كونراد شومان خلال هربه من خلال الحدود عام 1961

حرس الحدود الألماني الشرقي كونراد شومان يقفز على الحدود عام 1961
خلال الحرب الباردة، كان يُطلق على الكثير من الأشخاص الذين يهاجرون بشكل غير قانوني من الاتحاد السوفيتي أو الكتلة الشرقية إلى الغرب مصطلح هاربون أو منشقون. انشق أيضا أشخاص من الكتلة الغربية إلى دول المعسكر الشرقي، وغالبا لتجنب الملاحقة لكونهم جواسيس. ومن بين الحالات الأكثر شهرة الجاسوس البريطاني كيم فيلبي الذي هرب إلى روسيا لتجنب ملاحقته لكونه جاسوسا لصالح لجنة أمن الدولة، وكذلك 22 أسيرا من قوات التحالف (بريطاني واحد وواحد وعشرون أمريكيا) الذين رفضوا العودة إلى أوطانهم بعد الحرب الكورية، واختاروا البقاء في الصين.
عندما يغادر الفرد بلده ويقدم معلومات إلى جهاز مخابرات أجنبي، فإنهم منشقون عن مصدر الذكاء البشري. في بعض الحالات، يظل المنشقون في البلد أو مع الكيان السياسي الذي كانوا ضده. تبقى أجهزة المخابرات دائما على حذر من احتمال حدوث انشقاق مزيف عند استخلاص المعلومات من المنشقين.